# Mamadou Diawara
Mamadou Lamine Diawara (Clermont-Ferrand, 26 de Julho de 1989) é um futebolista francês que atua como ponta-de-lança. Atualmente joga pelo Recreativo do Libolo.

## Carreira
Mamadou começou sua carreira no Clermont, passando pelos juniores e então sendo promovido à equipe B. Jogou 6 partidas e marcou um golo durante o tempo no clube. Em agosto de 2011, foi transferido ao Akritas, do Chipre, para a disputa do Protathlimatos B (segunda divisão nacional). Dois anos depois os Belenenses, de Portugal, adquiriram os direitos do jogador. Mostrou expectativas de evolução na equipe, tendo marcado sete golos em 40 jogos oficiais na temporada 2012–13, mas na temporada 2013–14 não marcou nenhum nos 16 jogos que disputou e acabou sendo dispensado em Janeiro de 2014.
Os rumores que indicavam Mamadou ao Recreativo do Libolo, de Angola, se confirmaram e ele assinou um contrato de dois anos com a equipe no mesmo mês de Janeiro.

## Vida pessoal
O avô de Mamadou é natural da Guiné, o que o qualifica para jogar pela seleção guineana. Além disso, ele mostrou interesse na oportunidade e houve contatos da federação local com o jogador para possibilidades de uma futura chamada.